# Philonotis vescoana
Philonotis vescoana är en bladmossart som beskrevs av Jean Édouard Gabriel Narcisse Paris 1897. Philonotis vescoana ingår i släktet källmossor, och familjen Bartramiaceae. Inga underarter finns listade i Catalogue of Life.